# Tongchang
Tongchang (Hán Việt: Đông Thương) là một huyện của tỉnh Pyongan Bắc tại Cộng hòa Dân chủ Nhân dân Triều Tiên. Huyện giáp với Pyoktong và Usi (Chagang) ở phía bắc, Unsan và Songwon ở phía đông, Taechon ở phía nam, Changsong cùng Taegwan ở phía tây.
Dãy núi Pinandok chạy qua phần phía bắc và phía đông của Tongchang, đỉnh cao nhất huyện là Tanpungdoksan (단풍덕산, 1159 m). Sông Changsong chảy theo hướng tây bắc-đông nam trên đường hợp lưu vào sông Đại Đồng. Nhiệt độ trung bình năm là 7 °C, trung bình tháng 1 là -10 °C và trung bình tháng 8 là 22,8 °C. Lượng mưa trung bình năm của huyện khá cao, đạt 1440 mm. Khoảng 80% diện tích của huyện là đất rừng (trong đó 40% là tùng bách, chiếm ưu thế là rừng hỗn hợp thông-sồi).
Ngành kinh tế chính trên địa bàn là khai mỏ. Mỏ vàng đầu tiên tại Taeyu-dong đã được một công ty Pháp mở vào năm 1896. Thêm vào đó là các mỏ bạc và apatit. Tongchang có ít đất canh tác hơn bất kỳ nơi nào trong tỉnh, chỉ với 6,5% tổng diện tích; phần lớn trong số đó (80%) là các ruộng khô không thích hợp cho trồng lúa gạo. Cây trồng chủ yếu của huyện là ngô. Huyện có một số nhà mày thủy điện quy mô nhỏ.
Năm 2008, dân số toàn huyện Tongchang là 28.665 người (13.527 nam và 15.138 nữ), trong đó, dân cư đô thị là 10.031 người (35%) còn dân cư nông thôn là 18.634 người (65%).